# 道塚駅
道塚駅（みちづかえき）は、かつて存在した東京急行電鉄（東急）目蒲線（現、東急多摩川線）の鉄道駅である。廃止時点では東京都蒲田区（現・大田区）にあった。

## 歴史
1923年（大正12年）11月1日に丸子駅（現、沼部駅 ）- 蒲田駅間が全通した2年後、矢口駅（現、矢口渡駅） - 蒲田駅間に本門寺道駅として開業した。1936年（昭和11年）に本門寺道駅から道塚駅に改称した。
その後、第二次世界大戦中の1945年（昭和20年）4月の空襲で蒲田周辺が焦土地帯になり、蒲田駅も壊滅してしまった。そして、従来蒲田駅は池上線と目蒲線で駅が別の場所にあったが、池上線の駅に乗り入れる新線を建設することで運行を再開した。それにより、道塚駅を含む旧線は廃止された。
- 1925年（大正14年）10月12日 - 本門寺道駅を仮設[2][3][4]。
- 1926年（大正15年）7月1日 - 正式に開業[5]。
- 1936年（昭和11年）1月1日 - 道塚駅に改称[1]。
- 1945年（昭和20年）6月1日 - 休止。
- 1946年（昭和21年）5月31日 - 廃止[1]。

## 駅構造
相対式ホーム2面2線を有する地上駅で、池上本門寺の参道に接して上り線の東側に駅舎があった。

## 跡地
矢口渡駅寄りのカーブする所から数百メートルは旧線に沿った細い道路がある。

## 隣の駅
東京急行電鉄
目蒲線
矢口渡駅 - 道塚駅 - 蒲田駅